# Пауэлл, Элинор
Элинор Пауэлл (англ. Eleanor Powell, 21 ноября 1912 — 11 февраля 1982) — американская актриса и танцовщица 1930—1940-х годов, известная своими танцевальными номерами.
С шести лет начала заниматься танцами, а в подростковом возрасте переехала в Атлантик-Сити, где стала выступать в ночных клубах. В 1928 году Паулэлл перебралась в Нью-Йорк, где начала изучать чечётку, а вскоре дебютировала на Бродвее. В середине 1930-х она подписала контракт с «MGM» и дебютировала на большом экране в мюзикле «Скандалы Джорджа Уайта 1935 года». В последующие годы Пауэлл стала ведущей звездой мюзиклов «MGM», появившись в таких картинах как «Мелодия Бродвея 1936 года» (1935), «Рождённая танцевать» (1936), «Мелодия Бродвея 1938 года» (1937), «Розали» (1937), «Гонолулу» (1939), «Бродвейская мелодия 1940 года» (1940), «Леди, будьте лучше» (1941), «На судне» (1942) и «Сенсации 1945 года» (1944). Элинор Пауэлл стала известна своим мощным и порой агрессивным стилем исполнения чечётки.
После замужества с Гленном Фордом в 1943 году актриса почти перестала сниматься. В 1953 году Пауэлл появилась на телевидении в качестве телеведущей религиозной передачи «Вера наших детей». После развода в 1959 году она возобновила танцевальную карьеру, успешно выступая в течение последующих  нескольких лет в музыкальных ревю в Нью-Йорке и Лас-Вегасе. Элинор Пауэлл скончалась от рака в 1982 году в возрасте 69 лет и была похоронена на кладбище «Hollywood Forever». За свой вклад в киноиндустрию США она удостоена звезды на Голливудской аллее славы.

## Фильмография
| Год  |   | Русское название                 | Оригинальное название        | Роль                       |
| ---- | - | -------------------------------- | ---------------------------- | -------------------------- |
| 1935 | ф | Скандалы Джорджа Уайта 1935 года | George White's 1935 Scandals | Мэрилин Коллинс            |
| 1936 | ф | Мелодия Бродвея 1936 года        | Broadway Melody of 1936      | Айрин Фостер               |
| 1936 | ф | Рождённая танцевать              | Born to Dance                | Нора Пейдж                 |
| 1937 | ф | Мелодия Бродвея 1938 года        | Broadway Melody of 1938      | Салли Ли                   |
| 1937 | ф | Розали                           | Rosalie                      | Розали                     |
| 1939 | ф | Гонолулу                         | Honolulu                     | Мисс Дороти «Дот» Марч     |
| 1940 | ф | Бродвейская мелодия 1940 года    | Broadway Melody of 1940      | Клэр Беннетт               |
| 1941 | ф | Леди, будьте лучше               | Lady Be Good                 | Мэрилин Марш               |
| 1942 | ф | На судне                         | Ship Ahoy                    | Таллула Уинтерс            |
| 1943 | ф |                                  | I Dood It                    | Мисс Константс «Конни» Шоу |
| 1944 | ф | Сенсации 1945 года               | Sensations of 1945           | Вирджиния «Джинни» Уолкер  |
| 1950 | ф | Графиня Айдахо                   | Duchess of Idaho             | Элинор Пауэлл              |
| 1953 | с | Вера наших детей                 | The Faith of Our Children    | ведущая                    |

## Ссылка
- Официальный сайт